# Crataegus spathulata
Crataegus spathulata — вид квіткових рослин із родини трояндових (Rosaceae).

## Біоморфологічна характеристика
Це дерево чи кущ 30–70 дм заввишки, розгалужені. 3-річні гілочки насичено-пурпурно-коричневі, старші темно-сірі; 3-річні колючки на гілочках чорнуваті, ± прямі, 3–4(5) см. Листки: ніжки листків коротка; пластини зазвичай темно-зелені (іноді ± сизо-зелені), вузько чи широко лопаткуваті, 1.5–3 см, основа клиноподібна, часток по 0 або 1 з боків, верхівки часток від гострих до округлих, краї ± цілі, городчасті чи пилчасті, верхівка від гоструватої до гострої, поверхні зазвичай голі, є крайові та розсіяні абаксіальні (знизу) волоски, адаксіальна (зверху) серединна жилка з довгими волосками (± густі молоді). Суцвіття 20–30-квіткові. Квітки сильно пахнуть, 10 мм у діаметрі; тичинок 20; пиляки блідо-жовті. 2n = 34, 51. Період цвітіння квітень; період плодоношення: вересень — листопад.

## Ареал
Зростає на півдні й південному сході США (Алабама, Арканзас, Флорида, Джорджія, Іллінойс, Кентуккі, Луїзіана, Міссурі, Міссісіпі, Північна Кароліна, Оклахома, Південна Кароліна, Теннессі, Техас, Вірджинія).
Населяє чагарники, вапняні субстрати; росте на висотах 10–500 метрів.

## Використання
Плоди вживають сирими чи приготованими.
Настій кори приймають для поліпшення кровообігу. Хоча конкретних згадок про цей вид не було помічено, плоди та квіти багатьох видів глоду добре відомі в трав'яній народній медицині як тонізувальний засіб для серця, і сучасні дослідження підтвердили це використання. Зазвичай його використовують у вигляді чаю чи настоянки.
Деревина роду Crataegus, як правило, має хорошу якість, хоча вона часто занадто мала, щоб мати велику цінність. Деревина використовується як паливо.

## Галерея

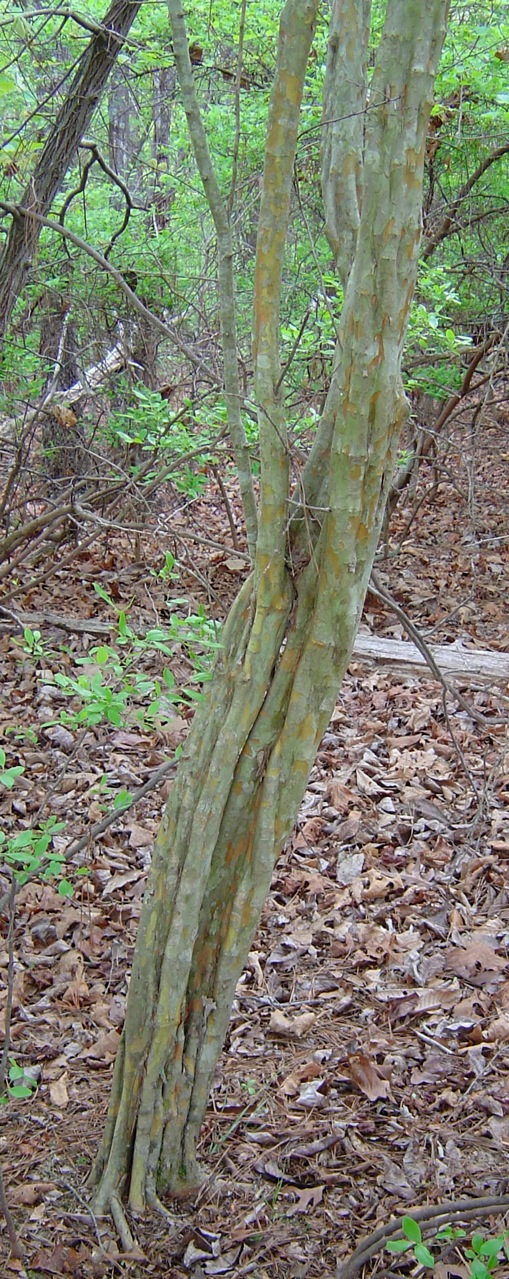
стовбур
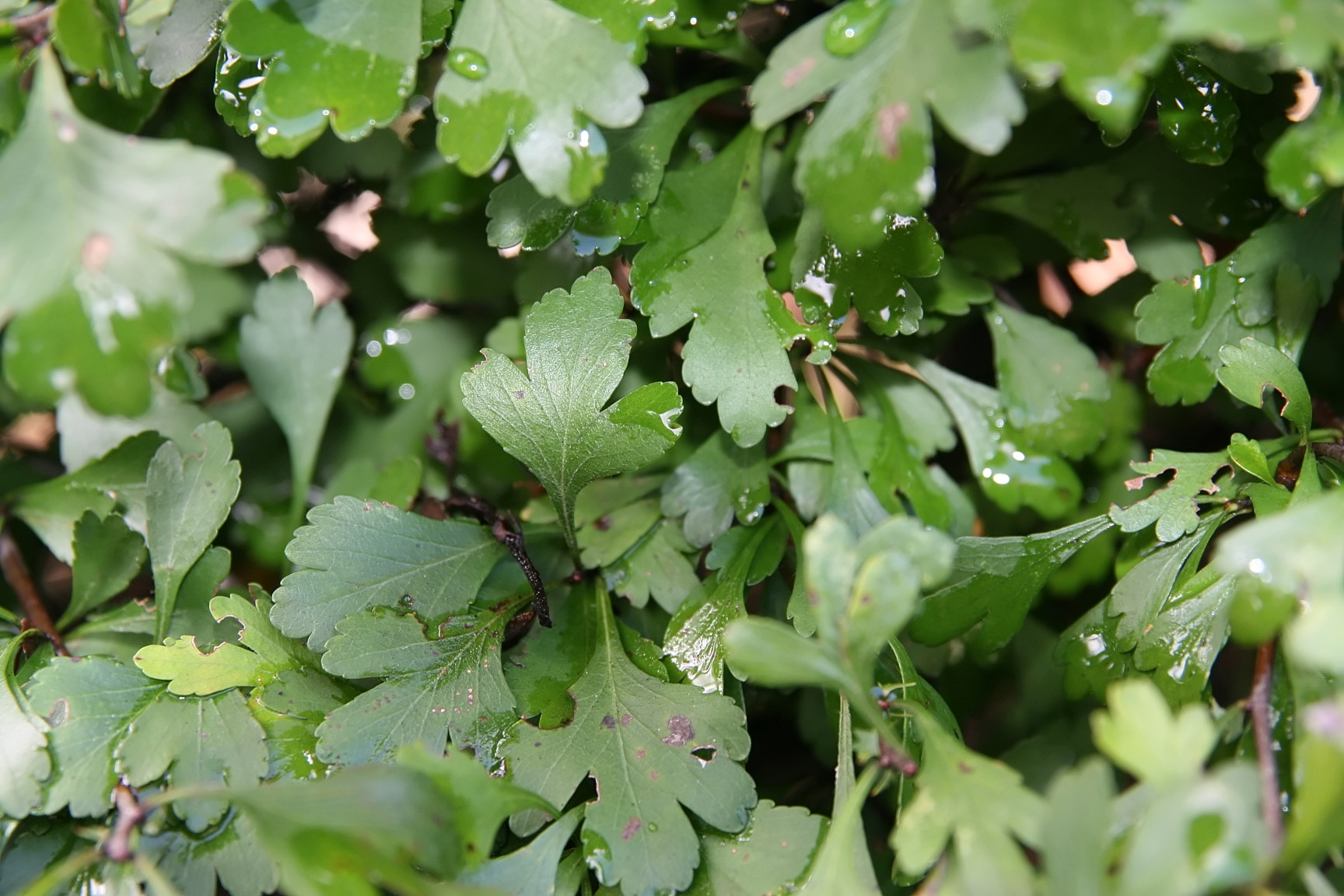
листя
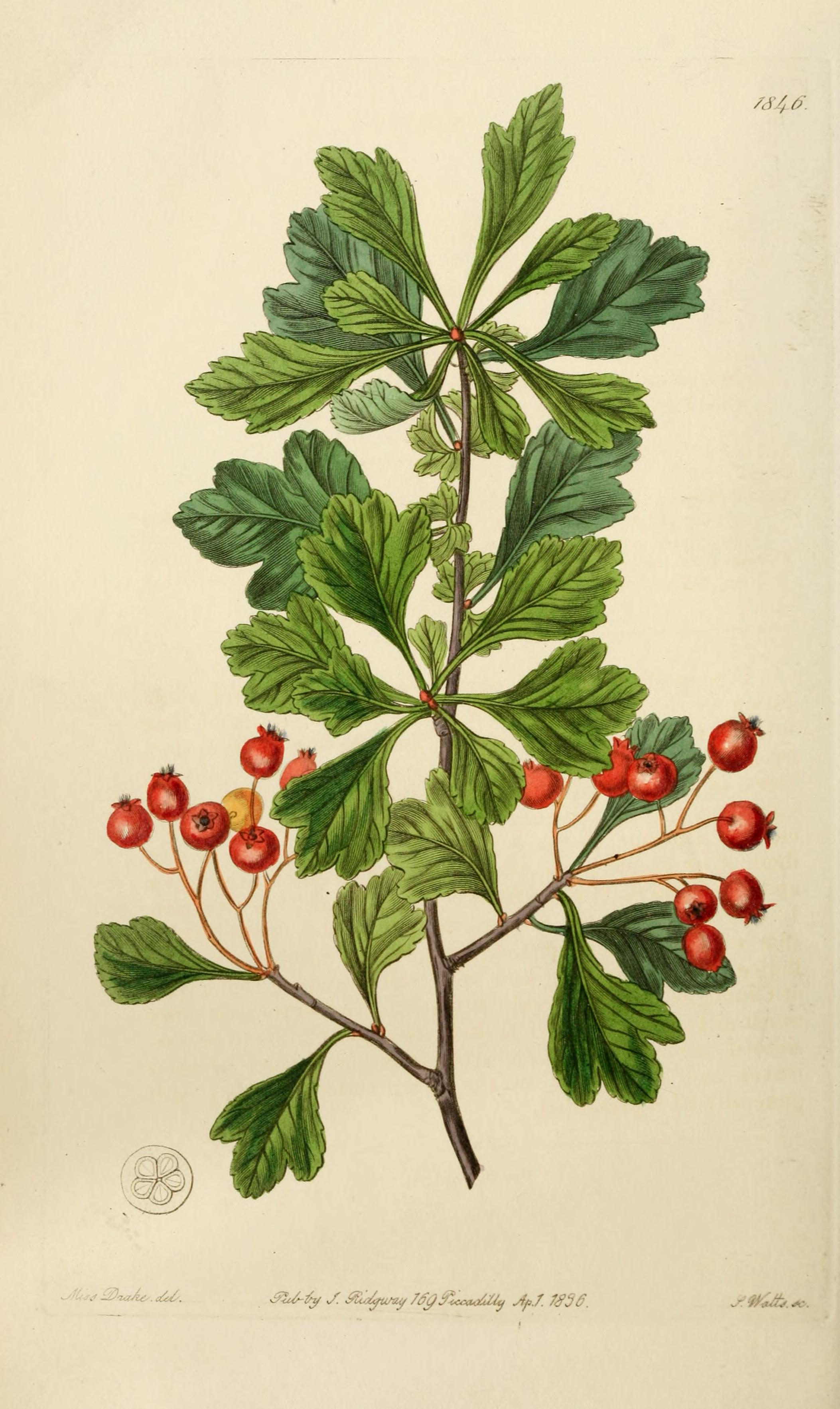
ілюстрація